# Deftones (album)
Deftones – album muzyczny grupy Deftones wydany w 2003 roku.

## Lista utworów
1. „Hexagram” – 4:09
2. „Needles and Pins” – 3:23
3. „Minerva” – 4:17
4. „Good Morning Beautiful” – 3:28
5. „Deathblow” – 5:28
6. „When Girls Telephone Boys” – 4:36
7. „Battle Axe” – 5:01
8. „Lucky You” – 4:10
9. „Bloody Cape” – 3:37
10. „Anniversary of an Uninteresting Event” – 3:57
11. „Moana” – 5:04

## Twórcy
- Stephen Carpenter – gitara
- Chi Cheng – gitara basowa, wokal wspierający
- Abe Cunningham – perkusja
- Frank Delgado – sample, instrumenty klawiszowe
- Chino Moreno – śpiew, gitara, zdjęcia
- Terry Date – produkcja, inżynieria dźwięku, miksowanie
- Kinski Gallo – zdjęcia
- Sam Hofstedt – asystent inżyniera dźwięku
- Frank Maddocks – kierownictwo artystyczne, projekt graficzny
- James R. Minchin III – zdjęcia zespołu
- Rey Osburn – wokal wspierający (utwór „Lucky You”)
- Pete Roberts – Pro Tools, inżynieria dźwięku
- Nick Spanos – zdjęcia
- Sean Tallman – asystent inżyniera dźwięku
- Greg Wells – aranżacje